# 大内政民
大内 政民（おおうち まさたみ、1946年10月12日 - ）は、日本のダーツプレイヤー。
同じくダーツプレイヤーである大内麻由美の父親。

## 使用バレル
- ROCK Sniper-I 18g/20g(soft tip)
- Samurai-I 21g(steel tip)

## 主な戦績
- Soft Tip
  - 2007年 5月 JSDA主催 国際交流試合(ICS) ニュージーランド vs 韓国 vs 在韓米軍 vs 日本 日本代表
  - 2006年 5月 UNICORN TOURNAMENT　AAAダブルス優勝
  - 2004年 5月 BULLSHOOTER CHICAGO　日本代表
- Steel Tip
  - 2005年11月 AKDOトーナメント　シングル3位
  - 2005年 4月 奥沢大会　3位
  - 2004年 9月 ASIA PACIFIC CUP　日本代表
  - 2004年 7月 JAPAN　OPEN　3位
  - 2004年 7月 関東選手権　準優勝
  - 2004年 6月 ALL JAPAN　準優勝
  - 2004年 6月 湘南選手権大会　準優勝
  - 2004年 3月 奥沢大会　優勝
  - 2004年 3月 JSFD春季選手権　3位
  - 2003年 4月 春季選手権大会　3位